# Nationales Zentrum für Darstellende Künste
Das chinesische Nationale Zentrum für Darstellende Künste (chinesisch 國家大劇院 / 国家大剧院, Pinyin Guójiā dà jùyuàn; englisch National Center for the Performing Arts), auch als Chinesisches Nationaltheater oder Chinesische Nationaloper bezeichnet, ist ein großes Theater- und Operngebäude in der chinesischen Hauptstadt Peking. 
Es befindet sich in der Innenstadt westlich des Tian’anmen-Platzes und der Großen Halle des Volkes im Pekinger Stadtbezirk Xicheng.

## Architektur
Das von dem französischen Architekten Paul Andreu entworfene Gebäude wurde 2007 eröffnet. Es gilt durch seine eiförmige spektakuläre Außen- und Innenansicht  – ellipsenförmig, aus Glas und Titan, an das traditionelle Yin-und-Yang-Motiv erinnernd, umgeben von einem künstlichen See – als eine der modernen architektonischen Sehenswürdigkeiten der Stadt. 
Es ist eine Spielstätte für nationale und internationale Theater-, Opern-, Musik- und Tanzaufführungen.
Das Gebäude besteht aus 18 000 Titanplatten und über 10 000 Scheiben.

## Verschiedenes
Zu den Olympischen Winterspielen wurde eine Orgel der Firma Klais mit 6500 Pfeifen eingeweiht.
In dem bekannten Feature Song für den 100-Tage-Countdown der Olympischen Sommerspiele 2008 trat der Sänger Sun Nan an dieser Stätte auf.

## Bildergalerie

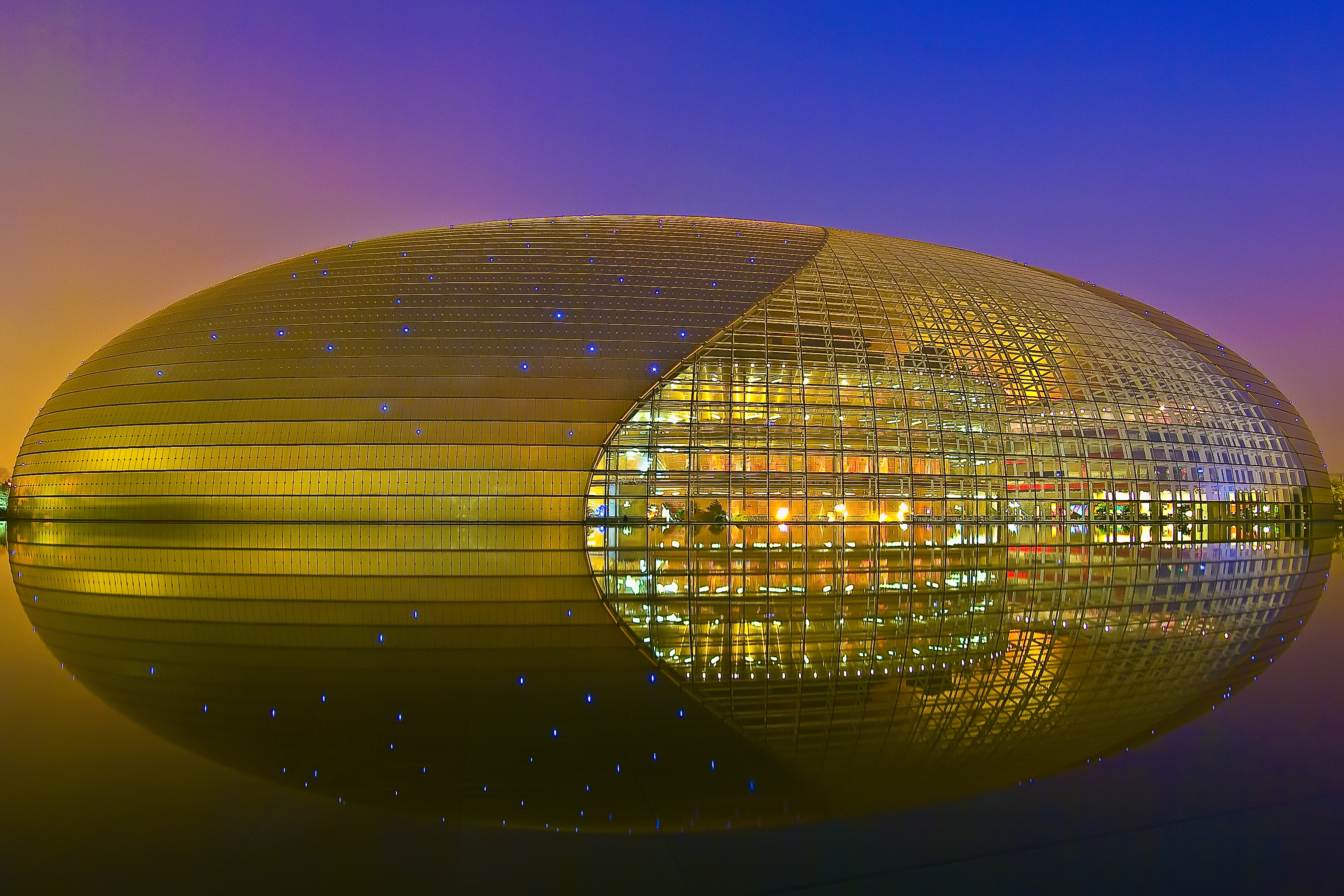
Ansicht bei Nacht
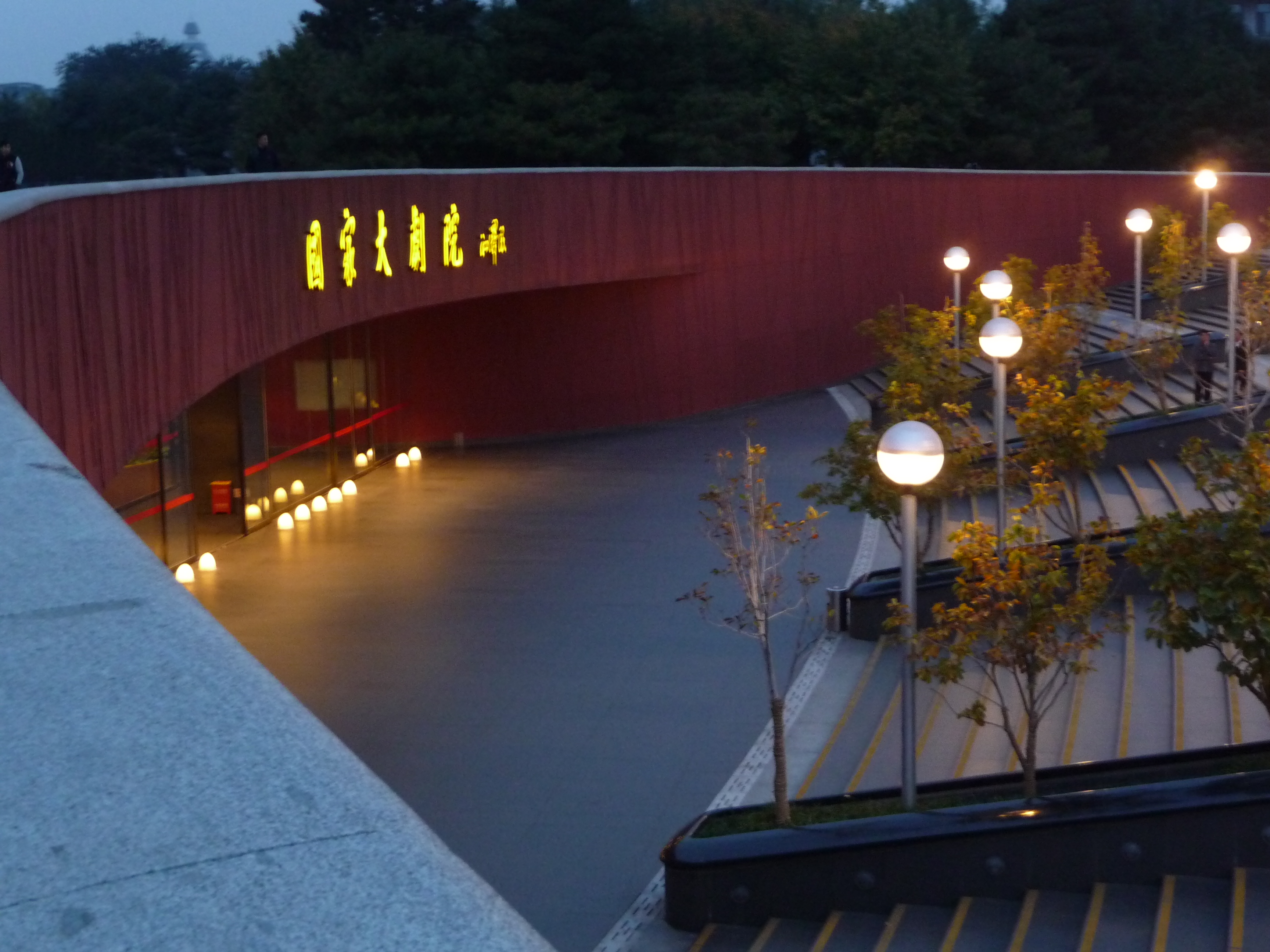
Eingang auf der Nordseite
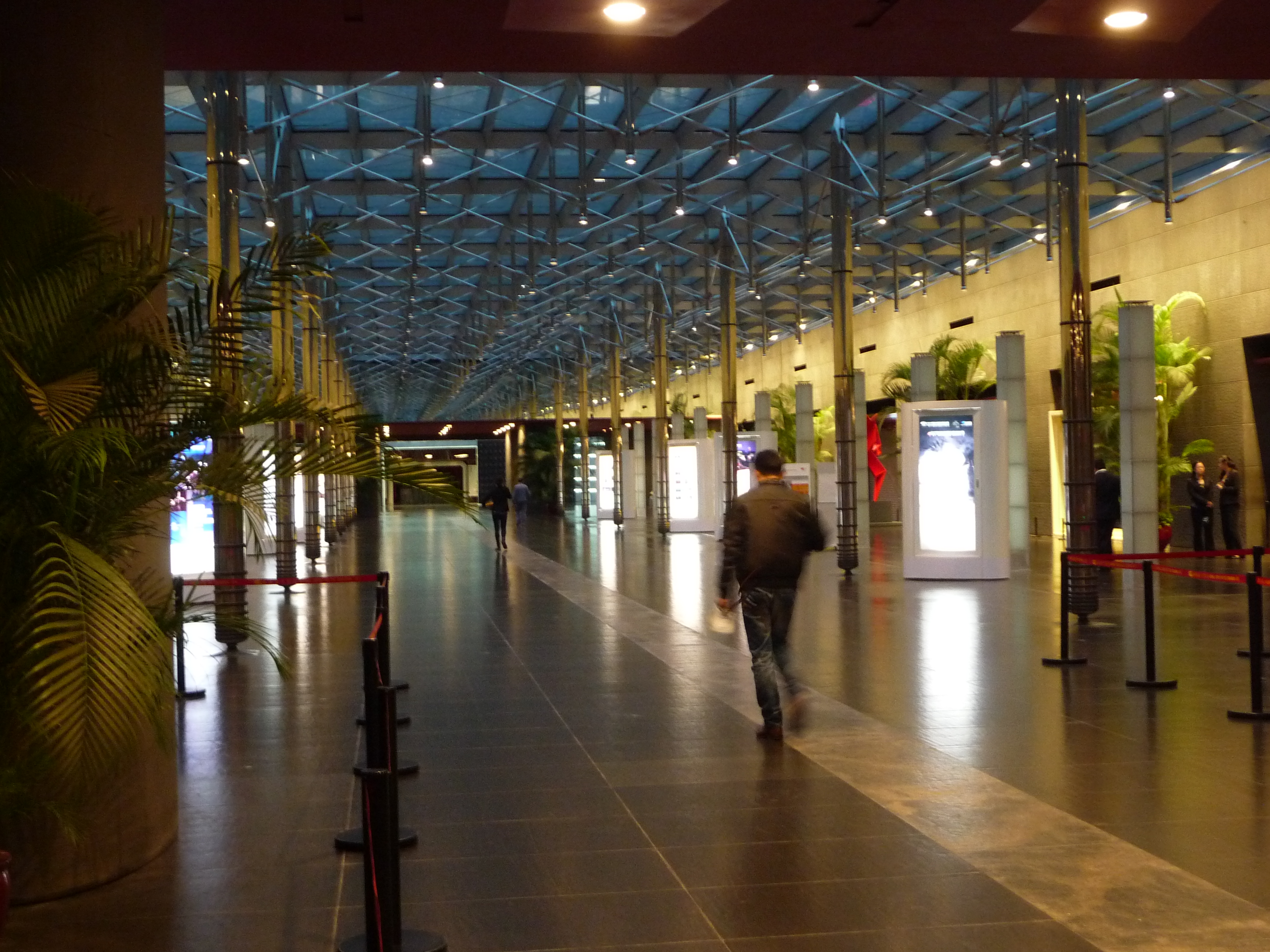
Durchgang unter dem Wasserbecken
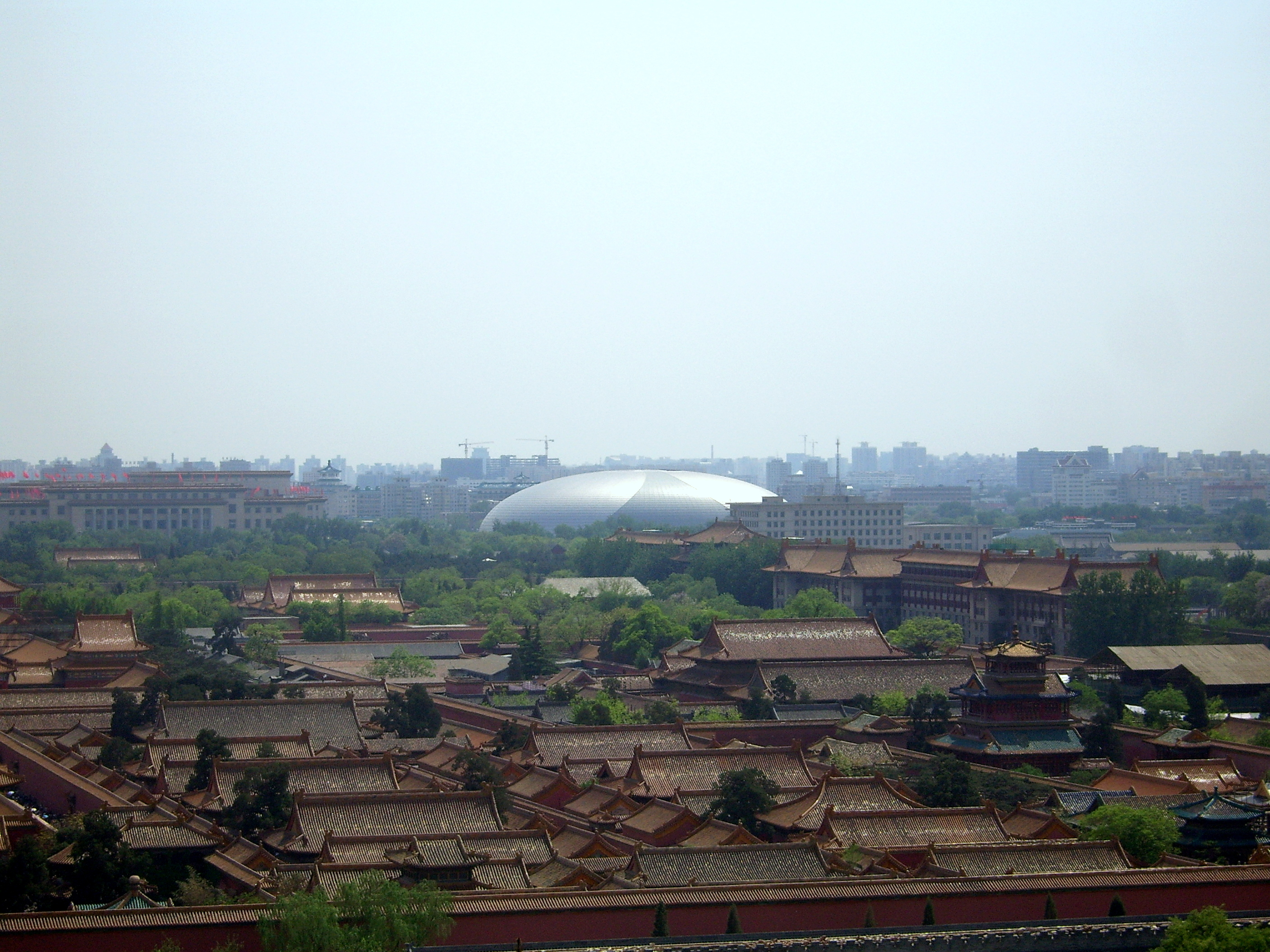
Blick vom Kohlehügel

## Videos
- 中国国家大剧院 (China's National Grand Theater) – youtube.com
- The Grand National Theatre, Beijing – youtube.com